# La Francesca
La Francesca est le nom historique de la côte de la Riviera du Levant, en Ligurie, qui correspond actuellement à la province de La Spezia (municipalité de Bonassola). 

## Description
Connue déjà au XIIIe siècle pour ses mines de cuivre (actives jusqu’au siècle passé), la localité prend probablement son nom de l'un des embranchements de la rue « Francesca » ou « Francigena », une route que les pèlerins du Moyen Âge suivaient pour arriver en France, à Canterbury et à Saint-Jacques-de-Compostelle.
Caractérisée par un microclimat très favorable (une colline protège la vallée exposée au sud des vents du nord), fleurie toute l’année, même après l’incendie de 1999, qui a détruit surtout la pinède, elle continue à maintenir avec sa flore et sa faune une valeur naturaliste très haute. Depuis 1961 cette partie de la côte est occupée par le village de tourisme du même nom.